# Pottsia grandiflora
Pottsia grandiflora är en oleanderväxtart som beskrevs av Markgr.. Pottsia grandiflora ingår i släktet Pottsia och familjen oleanderväxter. Inga underarter finns listade i Catalogue of Life.